# حصن داشتاديم
حِصن داشتاديم (بالأرمنية: Դաշտադեմի ամրոց) هو حصن يعود للقرنين العاشر والتاسع عشر يقع في الضواحي الجنوبية لقرية داشتاديم في مقاطعة آراغاتسوتن في أرمينيا .في مقبرة، على بعد 1.7 كم جنوب دشتاديم يقع حصن كريستابوري فانك الذي يعود إلى القرن السابع ويمكن رؤيته على مسافة من حصن داشتاديم.

## عن الحصن
يحاط الحِصن المُسَوَّر بسور مثَّمنة تم بناؤه بداية القرن التاسع عشر ممتد بثمانية حصون وجدران حاجبة متضمنة تحصينات داخلية، كما يحتوي على سبعة حصون مضلعة وحصن نصف دائري "هلالي الشَّكل" إلى الشمال.
إن الحصون مطورة بالكامل من وجهين وجناحين من نار لتكون قادرة على حماية الجدران الستارية المكشوفة والحصون المجاورة. تكون الجدران الستائرية بين الحصون شبه دائرية والعادية بزاوية إلى الداخل قليلًا بحيث تكون الأولى محمية بالتحصينات الحامية المجاورة، كما أن الدخول من البوابة الرئيسية يتطلب دخول الشخص من زاوية الحصن الشمالي، لذا منع هذا التصميم سلاح الفرسان من فرض رسوم على الدخول. "النحت الغائر" هي صورة تعبر عن خلفيتها بعمق ضئيل "صور أسُود توجد على "لوحات" الجدار الخارجي فوق البوابة المقوسة ويحيط الجدار الداخلي العشري المنخفض غير المنتظم بأبراج الحصن وكنيسة سارجيس المجاورة حيث تعود للقرن العاشر. لا تزال خمسة من المعاقل" أي الحصون وتعني الهيكل البارز للخارج من الحائط الساتر للتحصين" العشرة الأصلية نصف دائرية قائمة. تتكون الأبراج الكبيرة من أربعة أبراج نصف دائرية (في القرن الثاني عشر) التي تم إضافتها في وقت لاحق للتحصينات الأرمنية السابقة في القرن العاشر. يوجد أسفل الأبراج صهاريج وأنفاق تؤدي إلى قمة البرج.
تم تجديد الهيكل جزئيًا وأعيد بناء الكنيسة بالكامل في السنوات الأخيرة.يوجد على جدار الحصن الشرقي نقش إهداء عربي لعام 1174 مكتوب بالخط الكوفي ينسب الهيكل إلى السلطان بن محمود(شاهانشاه) وهو أحد الأمراء الشداديين الذين حكموا في آني، يحمل المعنى للمقطع الآتي: الله يرفعه في شهر صفر المبارك في عام 570 (سبتمبر 1174) مالك هذا الحصن القوي، الأمير، سباسالار العظيم، عمود الإيمان، مجد الإسلام، سلطان محمود بن شافور. كان الحصن موطنًا للرعاة المحليين وعائلاتهم حتى وقت قريب ولكن أخرجوا من هذه الأراضي جراء التجديدات.